# Drybrough Cup
La Drybrough Cup è stata una competizione calcistica amichevole, tenutasi dal 1971 al 1974 e dal 1979 al 1980. A questo torneo, sponsorizzato dalla compagnia produttrice di birra Drybrough & co. di Edimburgo, partecipavano le 4 squadre dell'allora Prima e Seconda divisione scozzese che avevano segnato il più alto numero di reti nella stagione precedente. Il torneo veniva disputato nel giro di 7 giorni, nella settimana precedente all'avvio del campionato e prevedeva un primo turno, semifinali e finale. Le partite erano giocate ad Hampden Park.
Questo fu il primo torneo di calcio scozzese in assoluto ad essere sponsorizzato e permise alla Scottish Football Association di sperimentare delle novità regolamentari: nell'edizione 1974, infatti, si giocò senza il fuorigioco e in una edizione successiva furono introdotti dei pannelli per segnalare le sostituzioni.
Nel corso delle varie edizioni della manifestazione, due sono stati i confronti diretti in finale tra Celtic e Rangers, nel 1974 e 1979, con un successo per parte. La finale del 1979 viene ricordata per la rete realizzata da Davie Cooper, ritenuta la più bella realizzata in un Old Firm
.
Hibernian e Aberdeen detengono il record di vittorie, due successi, in altrettanti finali giocate.

## Albo d'oro
| Anno | Spettatori |           | Finale        | Finale               | Finale |
| Anno | Spettatori | Vincitore | Risultato     | Seconda classificata |        |
| ---- | ---------- | --------- | ------------- | -------------------- | ------ |
| 1971 | 25,000     | Aberdeen  | 2–1           | Celtic               |        |
| 1972 | 49,462     | Hibernian | 5–3 (aet)     | Celtic               |        |
| 1973 | 49,204     | Hibernian | 1–0 (aet)     | Celtic               |        |
| 1974 | 57,558     | Celtic    | 2–2 (4–2 dcr) | Rangers              |        |
| 1979 | 40,609     | Rangers   | 3–1           | Celtic               |        |
| 1980 | 6,994      | Aberdeen  | 2–1           | St. Mirren           |        |